# Exoprosopa exigua
Exoprosopa exigua är en tvåvingeart som beskrevs av Macquart 1855. Exoprosopa exigua ingår i släktet Exoprosopa och familjen svävflugor. Inga underarter finns listade i Catalogue of Life.